# Région du Mont Kenya

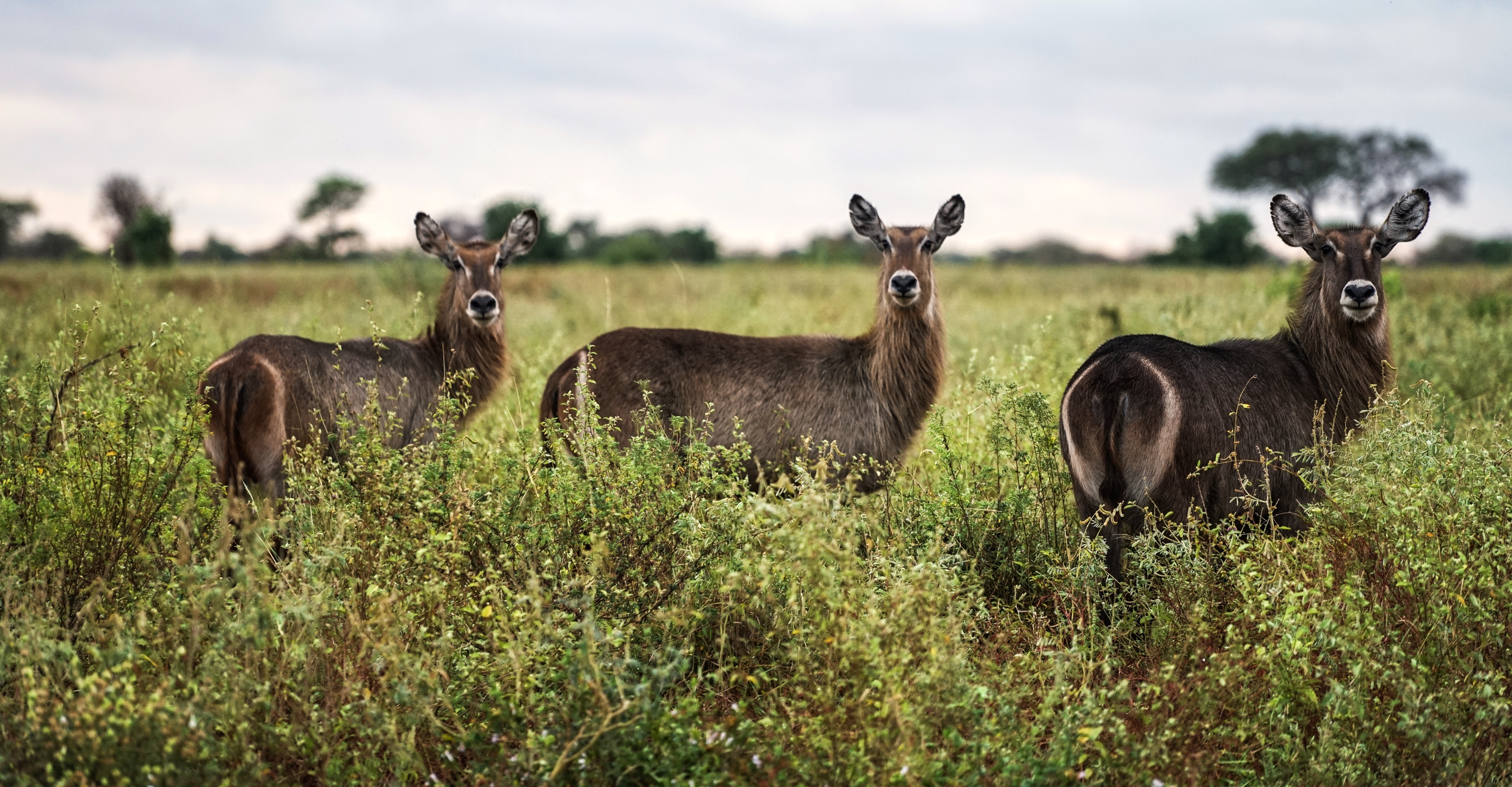
Parc national de Meru.

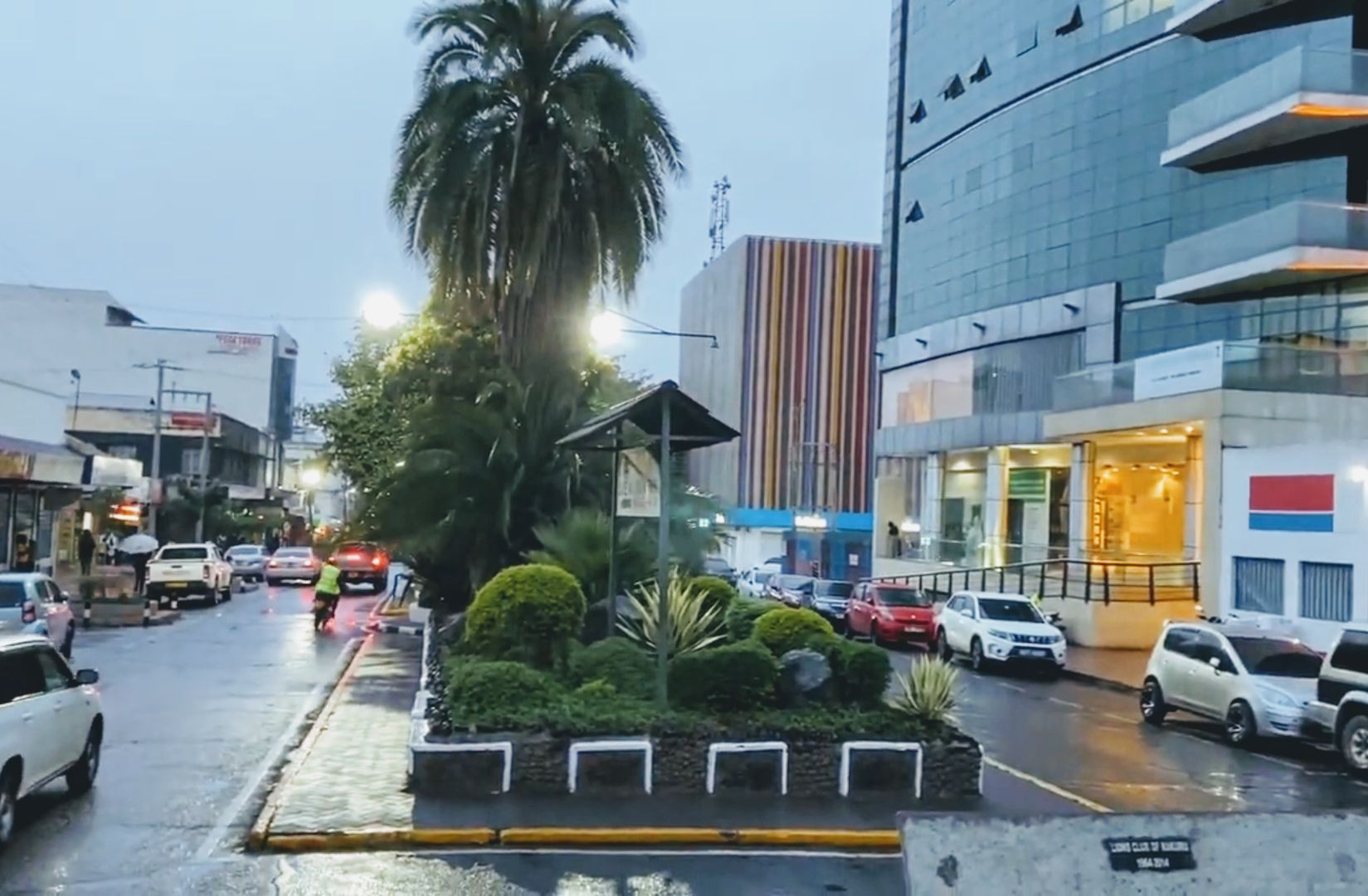
Ville de Nakuru

La région du Mont Kenya, communément appelée « Murima » (ce qui signifie « Montagne » en langue Kikuyu), est une zone géographique et culturelle située dans la partie centrale du Kenya, entourant le Mont Kenya. Cette région comprend dix comtés : Embu, Nyeri, Kirinyaga, Meru, Tharaka-Nithi, Kiambu, Laikipia, Nyandarua, ainsi que Nakuru, en raison des dynamiques géopolitiques du Kenya. Les principales villes de cette région incluent Nakuru et Thika, Nakuru étant l'une des plus grandes villes du pays. En 2025, la population de la région est estimée à environ 11 millions d'habitants, dont la majorité appartient aux groupes bantous des Hautes Terres, notamment les communautés Kikuyu, Embu, Meru, Mbeere et Tharaka,.

## Histoire
La région du Mont Kenya a longtemps été le foyer des communautés bantoues des hauts plateaux kenyans. Les Kikuyu (Gikuyu), étroitement apparentés aux Embu et Ameru, retracent traditionnellement leurs origines aux pentes du Mont Kenya et aux forêts sacrées. Dans la croyance locale, Dieu (Ngai) était censé résider sur Kirinyaga (Mont Kenya), et le créateur Gikuyu aperçut la terre promise depuis le sommet de la montagne. Au XIIIe siècle de notre ère, ces groupes s’étaient installés autour du mont et dans les hauts plateaux centraux fertiles. Ils s’organisaient selon des institutions de clan et d’âges (par exemple le conseil des anciens Njuri Ncheke des Meru et les conseils d’anciens Gikuyu – Kiama kia ma) et pratiquaient une agriculture de subsistance, l’élevage, la chasse et des cérémonies rituelles dans des sites sacrés (sacrifices aux figuiers sacrés mugumo, cérémonies de pluie sur des sanctuaires montagnards, etc.).
À la fin du XIXe siècle, le Mont Kenya passa sous le contrôle de l’Empire colonial britannique. Une grande partie de ses hauts plateaux fertiles fit partie des « Hautes Terres Blanches », déplaçant de nombreux agriculteurs locaux dans des réserves. La conscience politique africaine s’éveilla, et dans les années 1930, les communautés kikuyu, embu et meru commencèrent à s’organiser par le biais de groupes tels que la Association centrale kikuyu puis l’Union africaine du Kenya. Cela culmina avec la Révolte des Mau Mau (1952–1960), une rébellion armée anticoloniale largement menée par les Kikuyu (avec de nombreux soutiens embu et meru) qui se cachaient dans les forêts du Mont Kenya et des Aberdares. Des milliers d’insurgés « sermentés » prirent refuge sur le Mont Kenya, attaquant fermes de colons et postes coloniaux. La répression brutale du gouvernement colonial pendant l’État d’urgence (regroupements de villages, camps de détention) fit de nombreuses victimes parmi la population locale. Des figures notables de la région comprenaient Dedan Kimathi, chef de la résistance kikuyu exécuté par les Britanniques, Wangari Maathai, future lauréate du prix Nobel de la paix originaire de Nyeri, et Jomo Kenyatta, leader kikuyu de Kiambu emprisonné pendant l’État d’urgence et devenu premier président du Kenya en 1964.
Dans le Kenya indépendant, la région du Mont Kenya est restée politiquement influente. Presque tous ses comtés furent des bastions de l’KANU sous les présidents Kenyatta et Moi. La région a produit des dirigeants nationaux (outre Jomo Kenyatta, Mwai Kibaki venait d’Othaya dans le Nyeri). Elle a également vu des initiatives de développement importantes (barrages hydroélectriques sur la rivière Tana à Embu/Meru, expansion des plantations de thé).

## Démographie
| Année | Population (en millions) | Taux de croissance |
| ----- | ------------------------ | ------------------ |
| 2020  | 11,010                   | –                  |
| 2021  | 11,189                   | 1,63 %             |
| 2022  | 11,369                   | 1,61 %             |
| 2023  | 11,548                   | 1,57 %             |
| 2024  | 11,729                   | 1,57 %             |
| 2025  | 11,909                   | 1,53 %             |
| 2030  | 12,800                   | 1,50 %             |

Depuis 2025, la population de la Région du Mont Kenya est de 11,909 millions, soit une augmentation de 1,83 % par rapport à 2024. Le Comté de Kiambu est le plus peuplé (2,7 millions), suivi du Comté de Nakuru (2,4 millions). Ces deux comtés enregistrent aussi la plus forte croissance, tandis que le Comté de Tharaka-Nithi et le Comté de Kirinyaga affichent la plus faible croissance (0,95 % et 0,91 % respectivement).

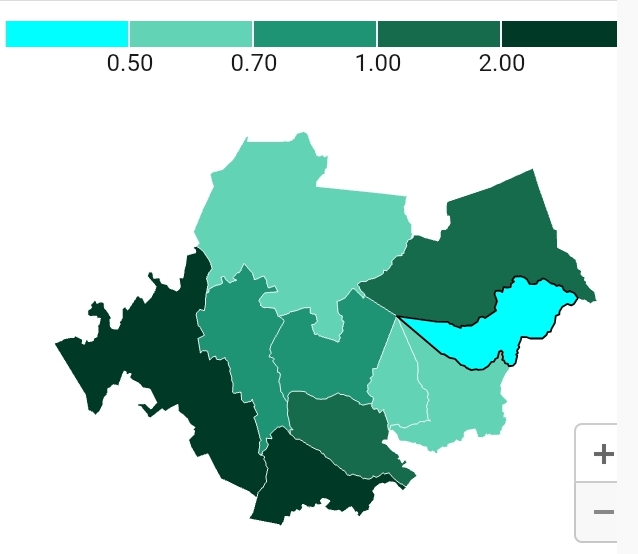
Population de la région du Mont Kenya par comté

|                      | Comté                | 2020   | 2021   | 2022   | 2023   | 2024   | 2025   | 2030 (projection) |
| -------------------- | -------------------- | ------ | ------ | ------ | ------ | ------ | ------ | ----------------- |
| Région du Mont Kenya | Région du Mont Kenya | 11 010 | 11 189 | 11 369 | 11 548 | 11 729 | 11 909 | 12 800            |
| 1                    | Kiambu               | 2 501  | 2 552  | 2 602  | 2 653  | 2 704  | 2 754  | 3 006             |
| 2                    | Nakuru               | 2 202  | 2 251  | 2 299  | 2 348  | 2 397  | 2 445  | 2 690             |
| 3                    | Meru                 | 1 565  | 1 586  | 1 606  | 1 626  | 1 646  | 1 666  | 1 765             |
| 4                    | Muranga              | 1 077  | 1 088  | 1 100  | 1 112  | 1 124  | 1 136  | 1 194             |
| 5                    | Nyeri                | 810    | 818    | 827    | 835    | 844    | 853    | 895               |
| 6                    | Nyandarua            | 657    | 670    | 683    | 696    | 708    | 721    | 783               |
| 7                    | Kirinyaga            | 637    | 642    | 648    | 653    | 658    | 664    | 690               |
| 8                    | Embu                 | 629    | 635    | 642    | 648    | 655    | 662    | 692               |
| 9                    | Laikipia             | 529    | 539    | 550    | 561    | 572    | 583    | 639               |
| 10                   | Tharaka-Nithi        | 403    | 408    | 412    | 416    | 421    | 425    | 446               |

### Religion
Christianisme est la religion dominante dans la région du Mont Kenya (96 % des habitants). Le Protestantisme est la dénomination principale (36 %), notamment dans le Comté de Meru et le Comté de Tharaka-Nithi (plus de 40 %). Les Églises évangéliques et le Catholicisme suivent (23 %), et les Églises instituées africaines représentent 8 %. L’Islam est minoritaire (0,78 %), et 1,73 % de la population est sans religion, principalement dans le Comté de Laikipia et le Comté de Nakuru.
| Comté                | Christianisme | Protestantisme | Catholicisme | Églises évangéliques | Églises instituées africaines | Orthodoxie | Autres chrétiens | Islam  | Hindouisme | Croyances traditionnelles | Autres religions | Sans religion / Athées | Ne sait pas | Non indiqué |
| -------------------- | ------------- | -------------- | ------------ | -------------------- | ----------------------------- | ---------- | ---------------- | ------ | ---------- | ------------------------- | ---------------- | ---------------------- | ----------- | ----------- |
| Région du Mont Kenya | 96,06 %       | 36,50 %        | 22,84 %      | 23,73 %              | 8,01 %                        | 0,59 %     | 4,38 %           | 0,78 % | 0,04 %     | 0,19 %                    | 1,03 %           | 1,73 %                 | 0,16 %      | 0,01 %      |
| Embu                 | 97,39 %       | 36,62 %        | 26,98 %      | 22,71 %              | 8,43 %                        | 0,60 %     | 2,06 %           | 0,47 % | 0,02 %     | 0,06 %                    | 0,81 %           | 1,14 %                 | 0,11 %      | 0,01 %      |
| Kiambu               | 96,66 %       | 36,74 %        | 24,51 %      | 21,86 %              | 7,79 %                        | 0,74 %     | 5,01 %           | 0,89 % | 0,05 %     | 0,13 %                    | 0,81 %           | 1,28 %                 | 0,16 %      | 0,02 %      |
| Kirinyaga            | 97,94 %       | 39,73 %        | 29,61 %      | 20,19 %              | 5,63 %                        | 0,38 %     | 2,40 %           | 0,40 % | 0,03 %     | 0,04 %                    | 0,55 %           | 0,92 %                 | 0,12 %      | 0,01 %      |
| Laikipia             | 92,22 %       | 29,71 %        | 28,75 %      | 21,15 %              | 6,86 %                        | 0,32 %     | 5,42 %           | 1,65 % | 0,04 %     | 1,39 %                    | 1,41 %           | 3,05 %                 | 0,24 %      | 0,01 %      |
| Meru                 | 96,26 %       | 40,06 %        | 20,40 %      | 23,82 %              | 8,42 %                        | 0,62 %     | 2,96 %           | 0,82 % | 0,02 %     | 0,13 %                    | 1,23 %           | 1,37 %                 | 0,15 %      | 0,02 %      |
| Muranga              | 97,63 %       | 39,42 %        | 24,68 %      | 19,70 %              | 9,86 %                        | 0,49 %     | 3,49 %           | 0,35 % | 0,01 %     | 0,09 %                    | 0,73 %           | 1,09 %                 | 0,09 %      | 0,01 %      |
| Nakuru               | 93,69 %       | 32,85 %        | 16,31 %      | 30,23 %              | 7,19 %                        | 0,57 %     | 6,53 %           | 1,19 % | 0,08 %     | 0,21 %                    | 1,43 %           | 3,16 %                 | 0,23 %      | 0,01 %      |
| Nyandarua            | 95,94 %       | 30,46 %        | 17,13 %      | 30,69 %              | 11,15 %                       | 0,58 %     | 5,92 %           | 0,15 % | 0,01 %     | 0,11 %                    | 1,38 %           | 2,31 %                 | 0,09 %      | 0,01 %      |
| Nyeri                | 97,75 %       | 37,96 %        | 27,95 %      | 19,27 %              | 9,09 %                        | 0,63 %     | 2,84 %           | 0,60 % | 0,02 %     | 0,08 %                    | 0,61 %           | 0,81 %                 | 0,13 %      | 0,00 %      |
| Tharaka-Nithi        | 97,39 %       | 44,02 %        | 27,67 %      | 17,90 %              | 4,79 %                        | 0,68 %     | 2,33 %           | 0,19 % | 0,00 %     | 0,06 %                    | 1,04 %           | 1,14 %                 | 0,16 %      | 0,02 %      |

### Développement humain

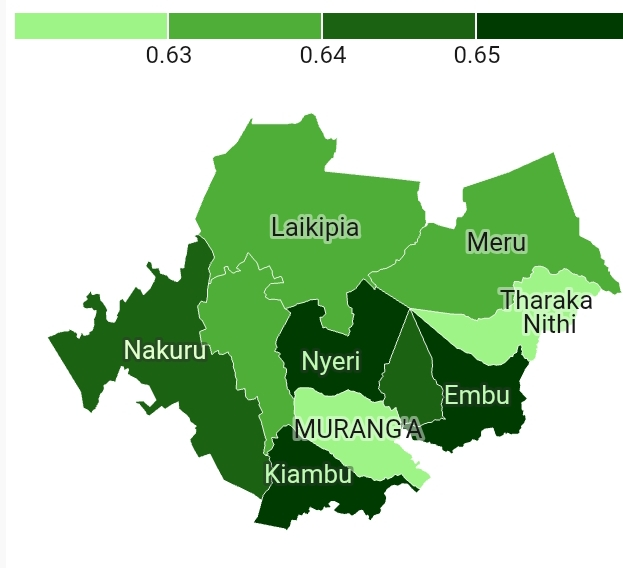
Indice de développement humain des comtés de la région du Mont Kenya

En 2023, l’Indice de développement humain de la région du Mont Kenya était de 0,643, supérieur à la moyenne nationale (0,601). Les comtés de Nyeri, Kiambu et Embu avaient un IDH > 0,65 ; les Muranga et Tharaka-Nithi affichaient les valeurs les plus faibles (~ 0,62).
| Rang                 | Comté                | IDH   |
| -------------------- | -------------------- | ----- |
| 1                    | Nyeri                | 0,678 |
| 2                    | Kiambu               | 0,663 |
| 3                    | Embu                 | 0,650 |
| 4                    | Kirinyaga            | 0,646 |
| Région du Mont Kenya | Région du Mont Kenya | 0,643 |
| 5                    | Nakuru               | 0,641 |
| 6                    | Nyandarua            | 0,637 |
| 7                    | Laikipia             | 0,635 |
| 8                    | Meru                 | 0,632 |
| 9                    | Tharaka-Nithi        | 0,626 |
| 10                   | Muranga              | 0,625 |